# Ikke-anerkendt stat
En ikke-anerkendt stat er en stat, som ikke anerkendes af andre stater. Ikke-anerkendte stater vil således typisk ikke have diplomatiske forbindelser med andre stater og ikke være medlemmer af FN, og nabolande gør ofte krav på deres territorium.

## Liste
- Abkhasien
- Kosovo
- Nordcypern
- Somaliland
- Sydossetien
- Taiwan
- Vestsahara
- Det palæstinensiske selvstyre
- Transnistrien

 Der er for få eller ingen kildehenvisninger i denne artikel, hvilket er et problem. Du kan hjælpe ved at angive troværdige kilder til de påstande, som fremføres i artiklen.

| Politik | Spire Denne artikel om politik og ideologi er en spire som bør udbygges. Du er velkommen til at hjælpe Wikipedia ved at udvide den. |